# سیارک ۲۷۲۸۹
سیارک ۲۷۲۸۹ (به انگلیسی: 27289 Myrahalpin، نامگذاری:2000AF126)۲۷۲۸۹مین سیارک کشف شده‌است که در ۰۵ ژانویه ۲۰۰۰ کشف شد.